# Schönau (Pass)
Der Schönaupass (kurz: Schönau) ist ein Pass im Schweizer Kanton Appenzell Ausserrhoden in der Gemeinde Urnäsch zwischen Urnäsch und Bächli Kanton St. Gallen.
Er verbindet das Neckertal mit dem Urnäschtal.
Die Passhöhe liegt auf 1066 m ü. M. am Südfuss des Hochhamm (1209 m ü. M.).

## Einzelnachweise

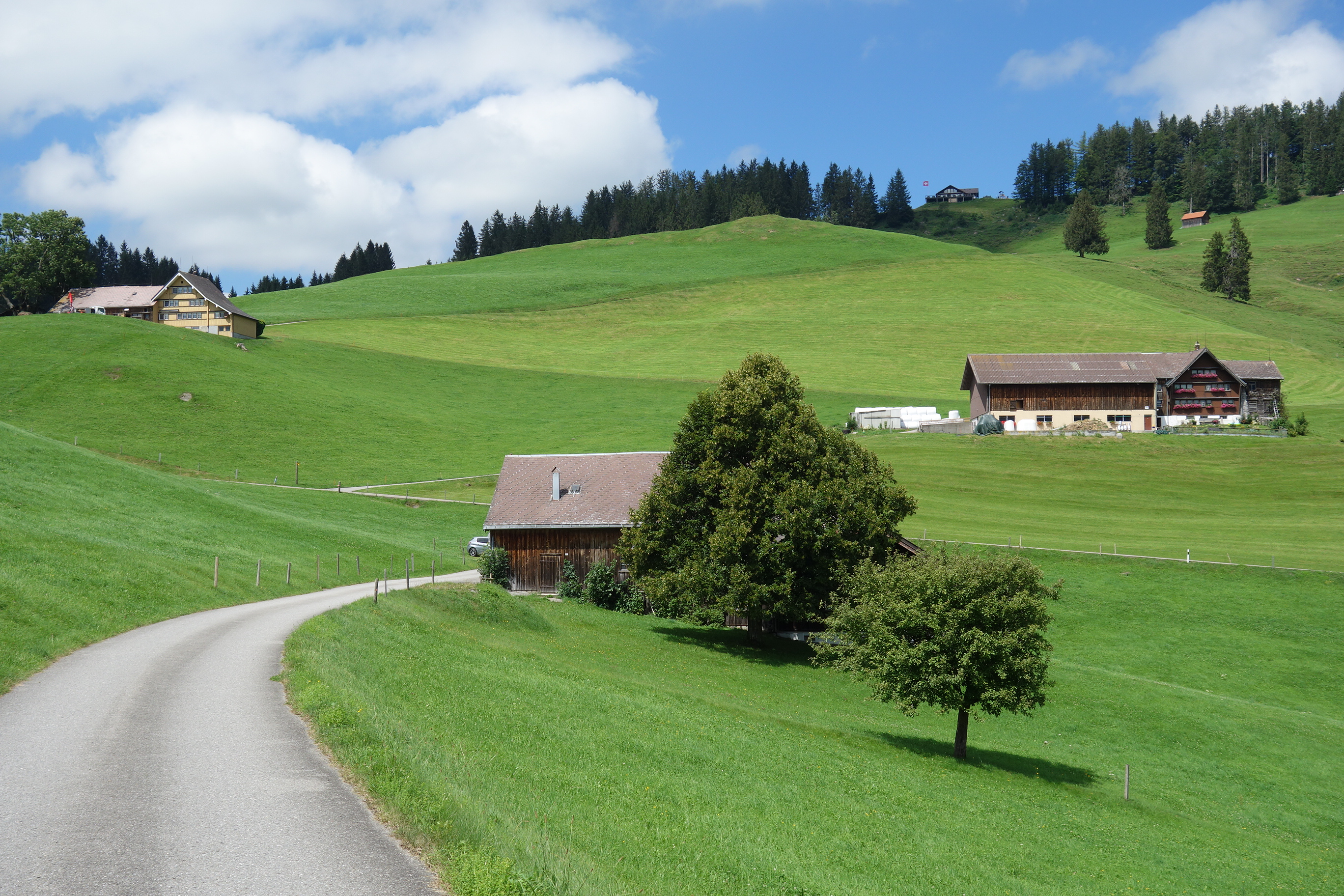
Schönaupass mit Hochhamm